# Тактическая группа (ВМС)
Тактическая группа (кораблей или летательных аппаратов) — военный термин, который обозначает формирование из нескольких боевых кораблей (самолётов, вертолётов) одного или различных классов, временно сведённых вместе под единым командованием для выполнения какой-либо боевой задачи.
Состав и назначение тактической группы может быть самым разным в зависимости от характера поставленных перед нею целей. Очень часто это даже отражается в названии формирования: корабельная ударная группа, корабельная поисково-ударная группа и т. п.

### Тактическая группа морской авиации
Как правило, состоит из однотипных летательных аппаратов (самолётов или вертолётов). Может действовать самостоятельно или в боевом порядке соединения. Может быть поисковой, ударной, поисково-ударной и др.

### Тактическая группа надводных кораблей
По своему назначение может быть ударной, поисково-ударной, тральной, разведывательной, разведывательно-ударной, слежения, РЭБ и др.. Нередко тактические группы надводных кораблей являются элементом боевого или походного порядка соединения.

### Тактическая группа подводных лодок
В случае, если тактическая группа состоит из подводных лодок, то, как правило, их общее количество не превышает трёх. Действуя в составе тактической группы для подводных лодок предпочтительно использование тех видов боевого построения, которые обеспечивают стабильную связь, безопасное маневрирование, взаимное гидроакустическое наблюдение и эффективное применение всего комплекса бортового вооружения. Командование всей тактической группой осуществляется с кораблей управления или береговых командных пунктов, а управление подводными лодками в составе группы — их непосредственными командирами.
Одна из первых попыток применять подводные лодки в тактической группе была организована на Северном флоте во время Великой Отечественной войны. Для действий на морских коммуникациях нацистской Германии в феврале 1943 года была создана тактическая группа из подводных лодок «К-3» и «К-22».